# Albertirsa
Albertirsa is een plaats (város) en gemeente in het Hongaarse comitaat Pest. Albertirsa telt 11 615 inwoners (2001).